# ZB-30 (ZB-26)
Lehký kulomet vz. 26, ZB-26, ZB-30 — ручной пулемёт, разработанный чешским конструктором-оружейником Вацлавом Холеком в 1924—1926 годах под немецкий патрон 7,92×57 мм, в 1926 году принят на вооружение армии Чехословакии и поставлялся на экспорт в 24 страны мира.
Всего было изготовлено 200 тысяч единиц оружия данного типа. Только в Чехословакии в 1926—1939 годах было выпущено 140 тыс. пулемётов этого типа. Помимо Чехословакии, массовое производство пулемётов этого образца было налажено в Австралии, Великобритании, Турции, Японии (Тип-96 и Тип-99), Иране, США, Бразилии, Аргентине, Великобритании и её сателлитах и доминионах-Канаде и Индии (модификации Bren), также выпускались преимущественно нелицензионные клоны в Испании и Китае.
ZB-26 и его модификации использовались в качестве ручного и станкового пулемёта, а также устанавливались на некоторые образцы бронетехники чехословацкого производства: бронеавтомобили OA vz.27 и OA vz.30, танкетки LT vz.33 и AH-IV.

## История
Ручной пулемёт ZB-26 относится к числу пулеметов, разработанных после Первой мировой войны с учётом полученного на ней боевого опыта. Пулемёт ZB-26 и его модификации широко применялись и применяются до сих пор в вооружённых конфликтах и войнах с 2-й четверти XX столетия вплоть до наших дней: оружие дебютировало в 1930-х (гражданская война в Китае, гражданская война в Испании, Вторая мировая война, гражданская война в Греции), войнах и конфликтах т. н. «Холодной войны», в том числе на Ближнем Востоке (где встречается и поныне), Индокитае, Корее и Южной Америке, и зарекомендовал себя как надёжное и неприхотливое оружие.
Пулемёт ZB-30 разработан на основе пулемёта ZB-26, отличался конструкцией эксцентрика, приводившего в движение затвор, и системой приведения в действие ударника.

## Конструкция
Автоматика пулемёта работает за счёт отвода части пороховых газов из канала ствола, для чего под стволом в передней его части расположена газовая камера с 7-степенным регулятором (втулкой с отверстиями разного диаметра), при помощи которого можно было регулировать количество и интенсивность поступления пороховых газов в цилиндр. ZB-26 представляет собой автоматическое оружие с длинным ходом газового поршня. Запирание канала ствола осуществляется перекосом затвора в вертикальной плоскости. Ударно-спусковой механизм допускает ведение огня одиночными выстрелами и очередями, переключение режима огня осуществляется предохранителем-переводчиком флажкового типа, расположенном с левой стороны ствольной коробки. Прицел диоптрический, секторного типа. Ствол — быстросменный, для этого на стволе закреплена ручка, которая служит также для переноски пулемета. Для стрельбы используется двуногая сошка либо лёгкий станок, с помощью которого можно вести огонь по воздушным целям. Собирался из высококачественных материалов, был крепче и надёжнее предшественников, обладал более высокой точностью. Питание осуществляется винтовочными патронами Маузера. Коробчатый магазин рассчитан на 20 патронов, вставляется сверху, стреляная гильза выбрасывается вниз.

## Варианты и модификации
Модификация 1930 года поставлялась в Румынию и Великобританию (в 1933 году на его основе британцы создали пулемёт Bren). Около 62 тысяч пулемётов марок ZB vz. 26 и ZB vz. 30 в 1939 году был приняты на вооружение вермахта под индексами MG.26(t) и MG.30(t) (производство продолжалось до 1940 года). Использовались в охранных, полицейских, учебных частях и оккупационных гарнизонах, а также некоторых подразделениях Ваффен-СС.
Пулемёт производился в Австралии, Великобритании, Канаде и Индии (модификации Bren), Испании (под наименованием F.A.O.) и Китае, участвовал во всех конфликтах 1930-х — 1950-х годов. Зарекомендовал себя как надежное и неприхотливое оружие. В Югославии был модифицирован под именем M.37 или ZB 30J.
| Модификация             | ZB vz.26 | ZB vz.30 | ZB vz.30J |
| ----------------------- | -------- | -------- | --------- |
| Калибр, мм:             | 7,92     | 7,92     | 7,92      |
| Длина, мм               | 1165     | 1180     | 1204      |
| Вес, кг                 | 8,84     | 9,10     | 9,58      |
| Магазин на              | 20       | 20       | 20        |
| Скорострельность        | 600      | 550-650  | 500-600   |
| Начальная скорость пули | 750      | 750      | 750       |

## Принадлежности
Вместе с пулемётом ZB-26 на вооружение довоенной армии Чехословакии были приняты:
- приспособление для ускорения заряжания магазинов[5]
- станок для ведения огня по воздушным целям[5].
- сумка помощника пулемётчика — для переноски маслёнки, принадлежностей для чистки оружия, запасных частей и принадлежностей к пулемёту[5].
- подсумки для переноски магазинов (два подсумка на два магазина по 20 патронов) — таким образом, носимый боекомплект пулемётного расчёта чехословацкой армии составлял 160 шт. патронов (80 шт. у пулемётчика и 80 шт. у помощника пулемётчика)[5].
- металлический ящик для транспортировки магазинов (на 10 магазинов)[5]

В румынской армии для пулемёта был принят на вооружение металлический ящик для транспортировки магазинов (на 12 магазинов).

## Эксплуатация и боевое применение

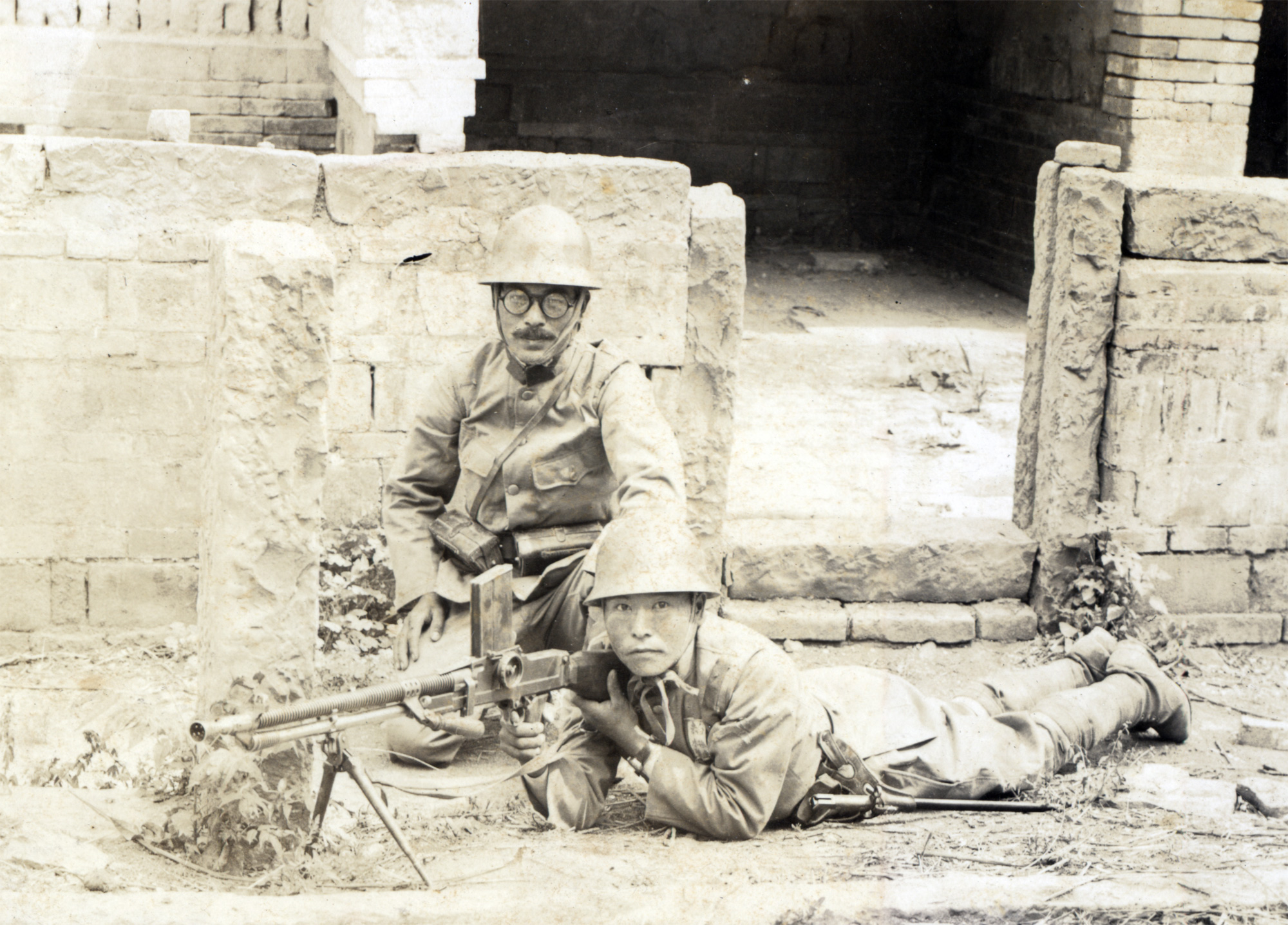
японские солдаты в Китае с трофейным пулемётом ZB-26 (1939 год)

- Чехословакия — принят на вооружение в 1926 году[1]
- Китайская Республика — в 1927 году для сил гоминьдана начались закупки пулемётов под патрон 7,92×57 мм, продажи оружия были прекращены в 1939 году после оккупации немцами территории Чехословакии (однако в Китае был налажен ремонт и выпуск пулемётов этой модели)[6]

- кроме того, эти пулемёты использовались в Народно-освободительной армии Китая

- Японская империя — значительное количество захваченных пулемётов у Гоминьдана применялись солдатами Императорской армии. Кроме того, в Японии в 1938-39 гг. закупили у Чехословакии 2000 пулемётов ZB-26.
- Маньчжоу-го — после создания в 1932 году марионеточного государства Маньчжоу-го, некоторое количество трофейных китайских пулемётов было передано японцами на вооружение армии Маньчжоу-го
- Боливия — некоторое количество ZB-26 было закуплено для боливийской армии, в 1932—1935 гг. они использовались в ходе войны в Чако[7]
- Парагвай — в ходе Чакской войны использовалось некоторое количество трофейных пулемётов, поставленных для боливийской армии.
- Румыния — в 1930 году на вооружение была принята модификация ZB-30 обр. 1930 года[1]
- Великобритания — модификация ZGB-33 образца 1933 года (под английский винтовочно-пулемётный патрон 7,71х56 мм) была принята на вооружение и с 1937 года выпускалась под названием Bren[1]. В 1950-е годы в Великобритании были разработаны новые модификации пулемёта Bren под штатный винтовочно-пулемётный патрон 7,62×51 мм НАТО. Эти пулемёты имели «прямолинейный» магазин, взаимозаменяемый с винтовкой L1A1.
- Иран — в 1930-е годы были закуплены пулемёты ZB vz.30[6]
- Югославия — в 1928 году в Чехословакии были заказаны первые пулемёты, в начале 1930-х на вооружение была принята модификация ZB vz.30J (под наименованием «Пушкомитраљез 7,9mm модел 1926»)[8], а в 1936 году на оружейном заводе в городе Крагуевац началось лицензионное производство пулемёта под наименованием M.1937[9]
- Италия — в 1941—1943 гг. трофейные 7,92-мм югославские пулемёты ZB vz.30J и 7,71-мм английские Bren использовались итальянскими войсками на Балканах и в Северной Африке, некоторое количество сохранилось в подразделениях после возвращения их в Италию (и после капитуляции Италии и разоружения итальянских войск немцами в сентябре 1943 года они оказались у итальянских партизан)[10].
- Независимое государство Хорватия — после оккупации Югославии в апреле 1941 года и создания марионеточного хорватского государства некоторое количество пулемётов югославской армии поступило на вооружение хорватских военизированных формирований.
- Четники и  партизаны — пулемёт был на вооружении как прокоммунистических партизан, так и четников-монархистов. На их жаргоне пулемёт назывался «Зорка» (серб. Zorka / Зорка).
- Вторая Испанская Республика — после начала в 1936 году войны в Испании, 2 тыс. пулемётов ZB-26/30 были закуплены правительством Испанской республики[11]
- Литва — приняты на вооружение литовской армии, в августе 1940 года были переданы на вооружение в 29-й территориальный стрелковый корпус РККА
- Польша — после оккупации Польшей Тешинской области Чехословакии в октябре 1938 года некоторое количество пулемётов чехословацкой армии оказалось в распоряжении Польши.
- Швеция — приняты на вооружение под наименованием Kulsprutegevär m/39.
- нацистская Германия — после оккупации Чехословакии нацистской Германией в марте 1939 года 62 тысячи пулемётов ZB-26 и ZB-30 были приняты на вооружение вермахта под индексами MG.26(t) и MG.30(t)[12], их производство продолжалось как минимум до 1940 года. Пулеметы MG.26(t) и MG.30(t) использовались в основном для вооружения оккупационных, учебных, охранных и полицейских частей, а также формированиями Waffen-SS. После оккупации Югославии в 1941 году трофейные пулемёты ZB-26 югославской армии были приняты на вооружение под наименованием MG.26(j). Осенью 1944 года некоторое количество было передано на вооружение отрядов фольксштурма.
- Словакия — после провозглашения независимого «государства Словакия» 14 марта 1939 года на вооружение формирующейся словацкой армии поступило оружие подразделений армии Чехословакии. После начала Словацкого восстания в августе 1944 года немцы начали разоружение словацкой армии, оружие которой поступило на вооружение словацких коллаборационистских частей вермахта и СС.
- Болгария — в 1939 году некоторое количество ZB.39 поступило на вооружение под наименованием лека картечница Брен обр. 1939 г.[13]
- Франкистская Испания — в ходе войны 1936—1939 гг. использовалось некоторое количество трофейных пулемётов (поставленных для правительства Испанской республики), в дальнейшем они производились под наименованием F.A.O. (Fusil Automático Oviedo)
- НФОЮВ — применялся партизанами Вьетконга.

## Галерея

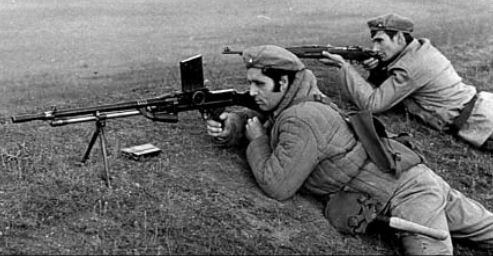
Румынская Отечественная гвардия на учениях с пулемётом ZB vz. 30
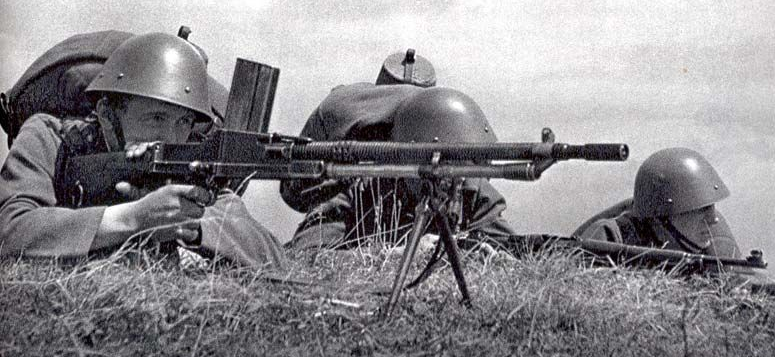
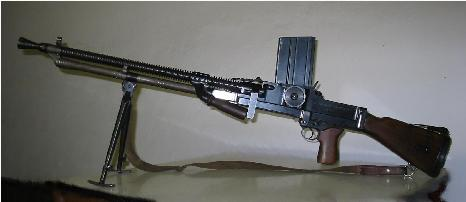
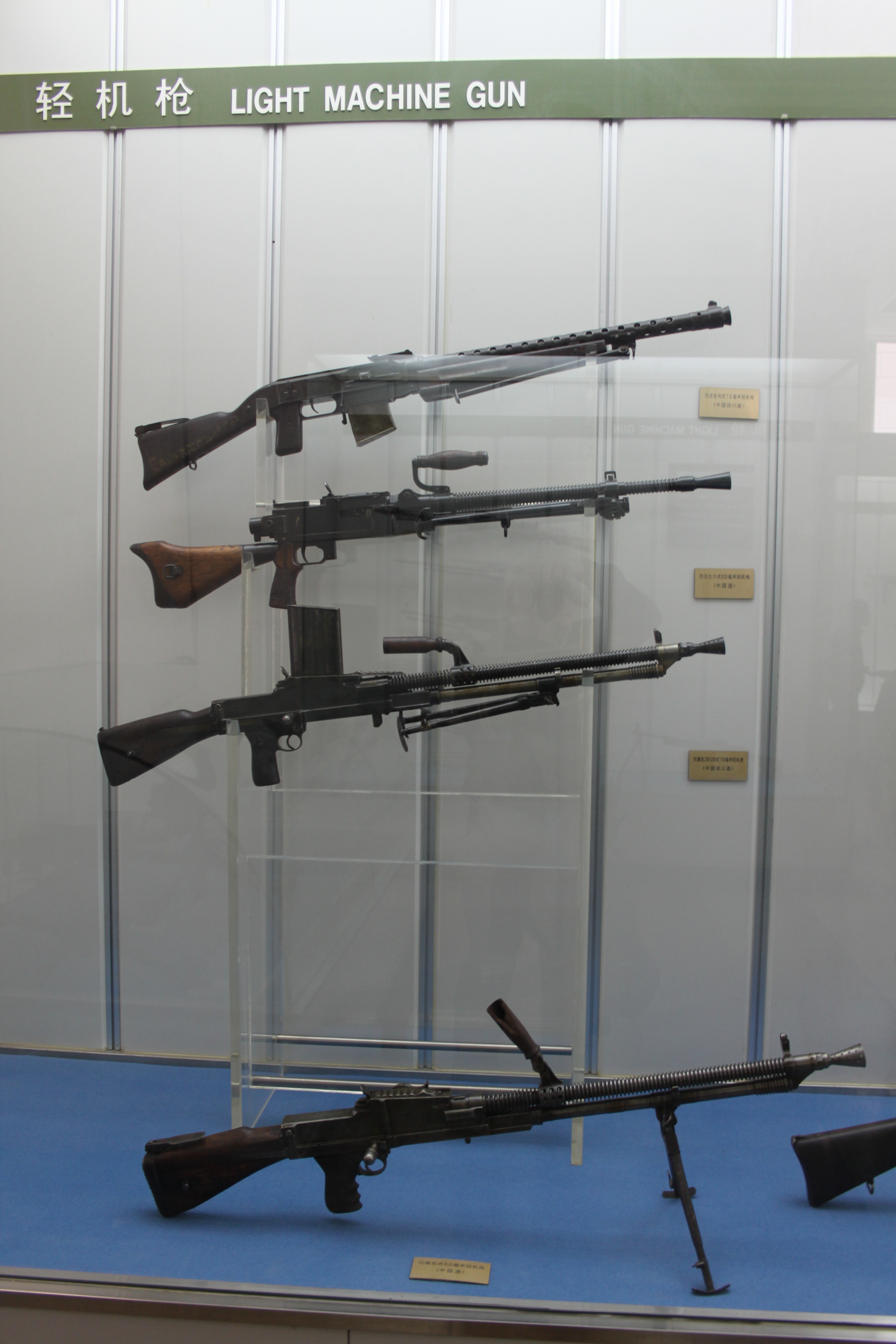
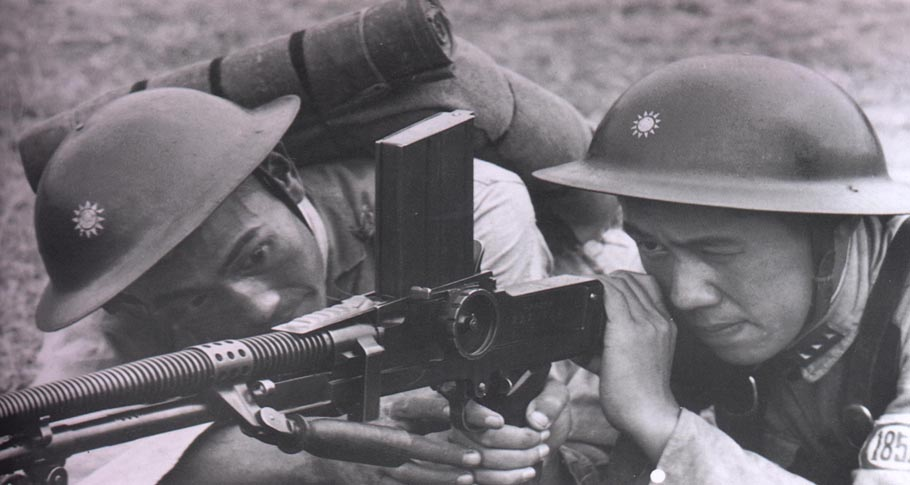
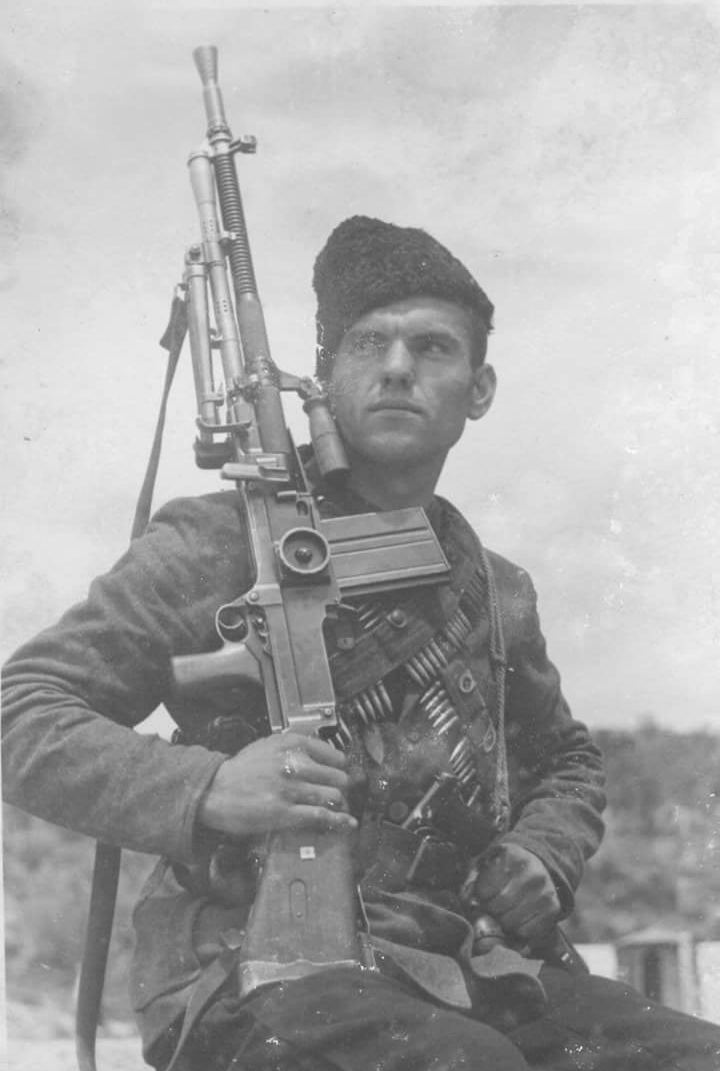
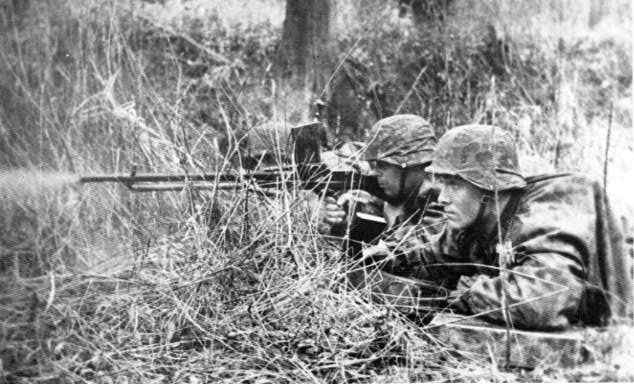
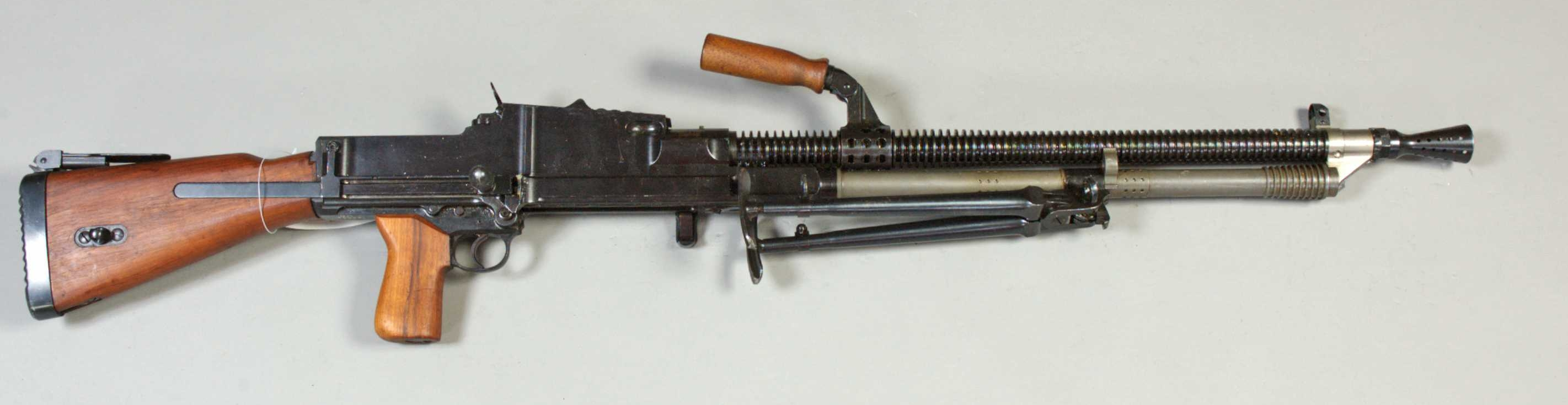
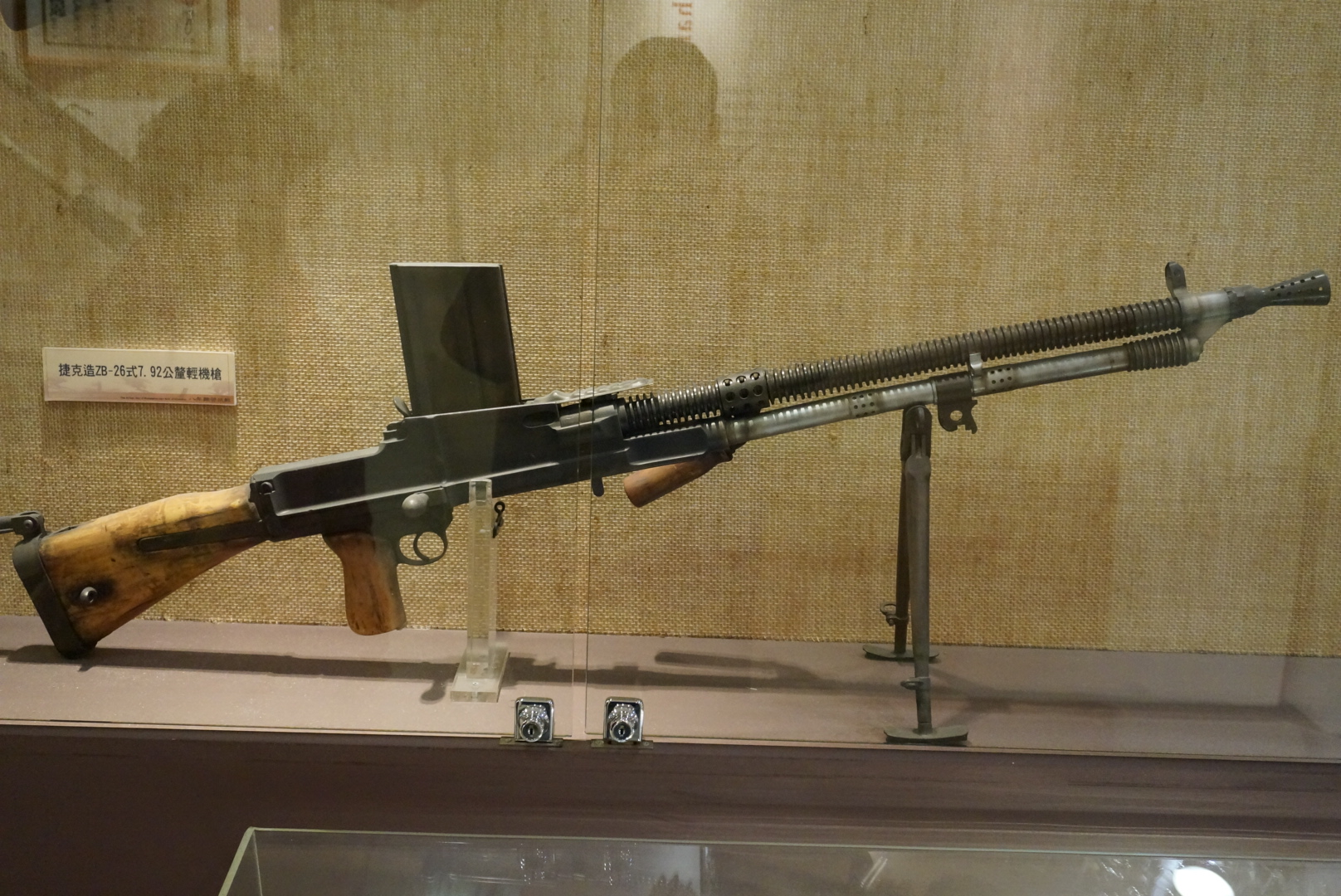
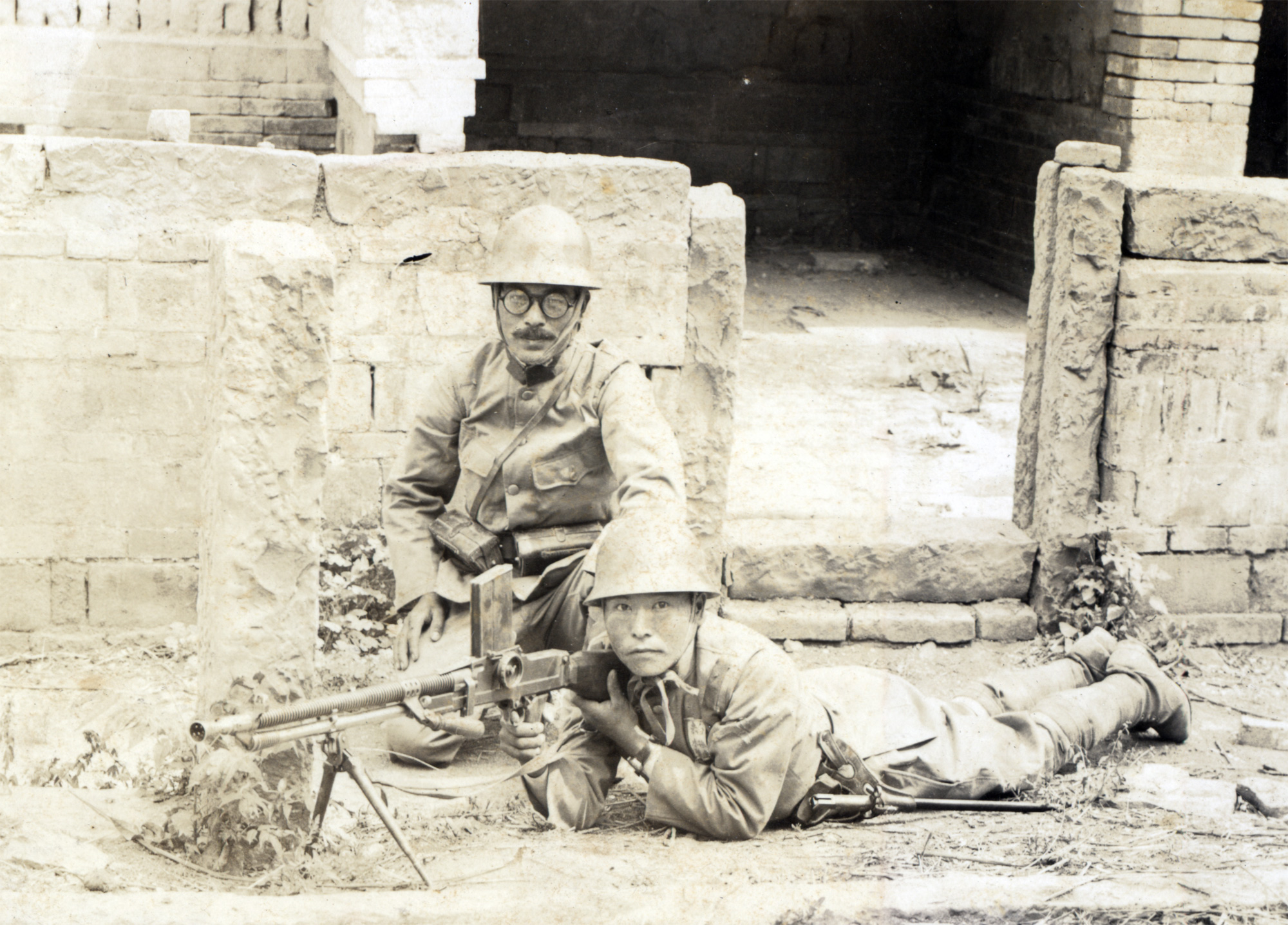
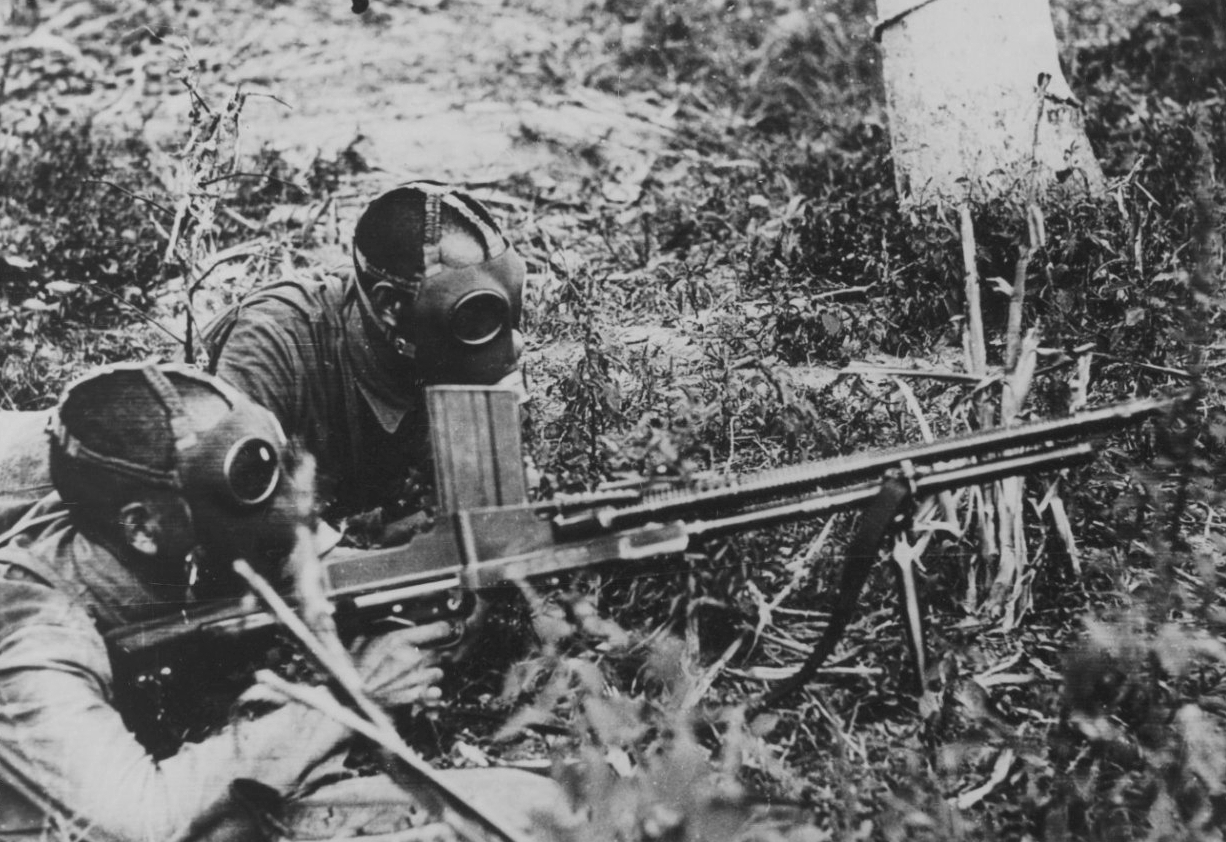
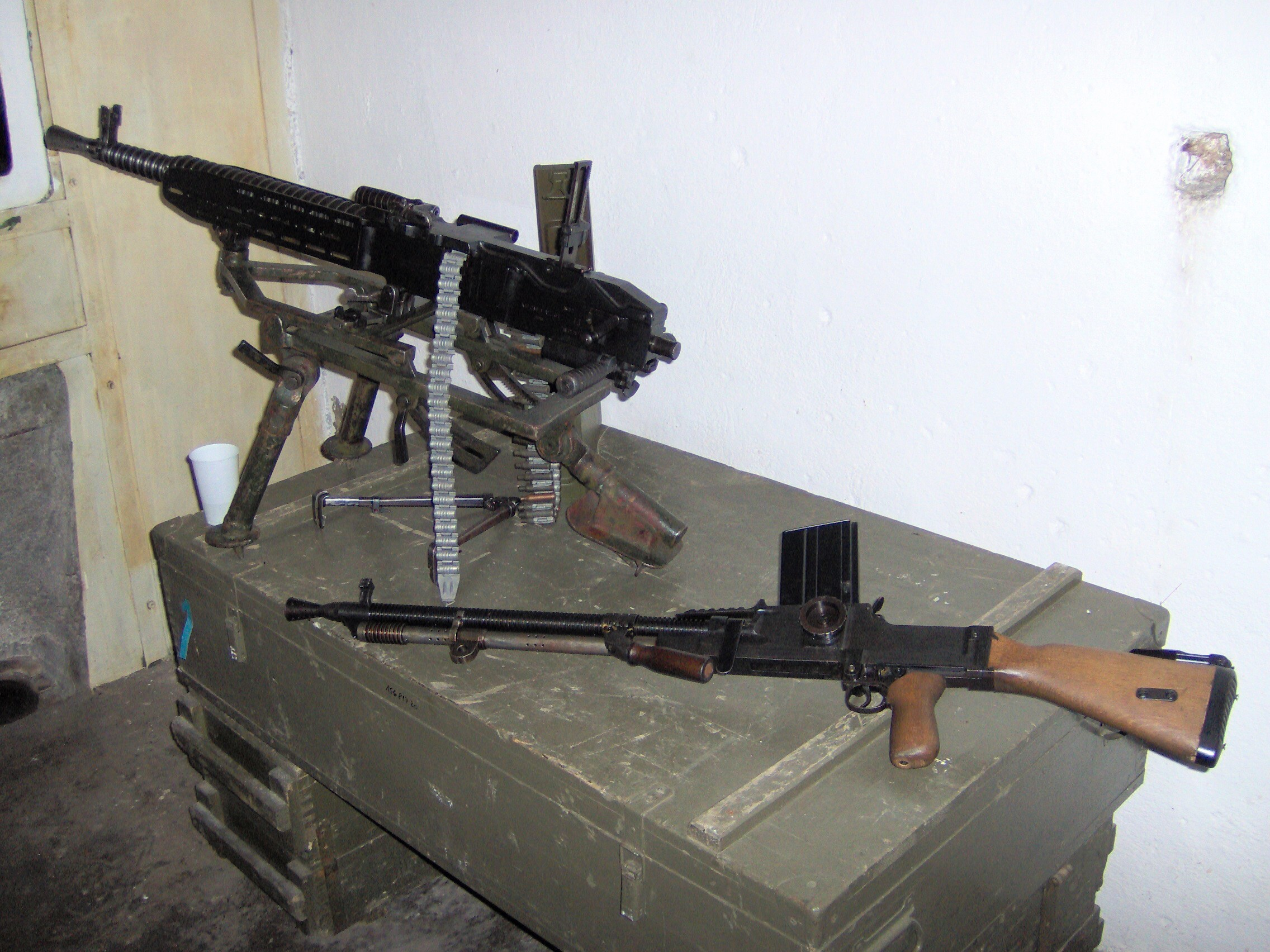
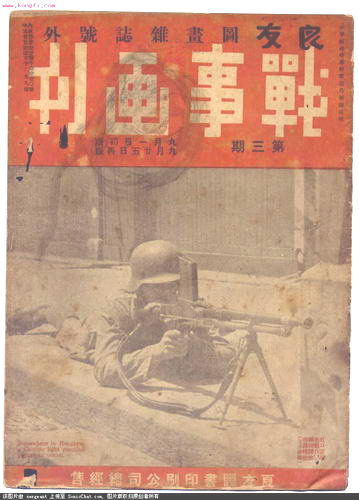
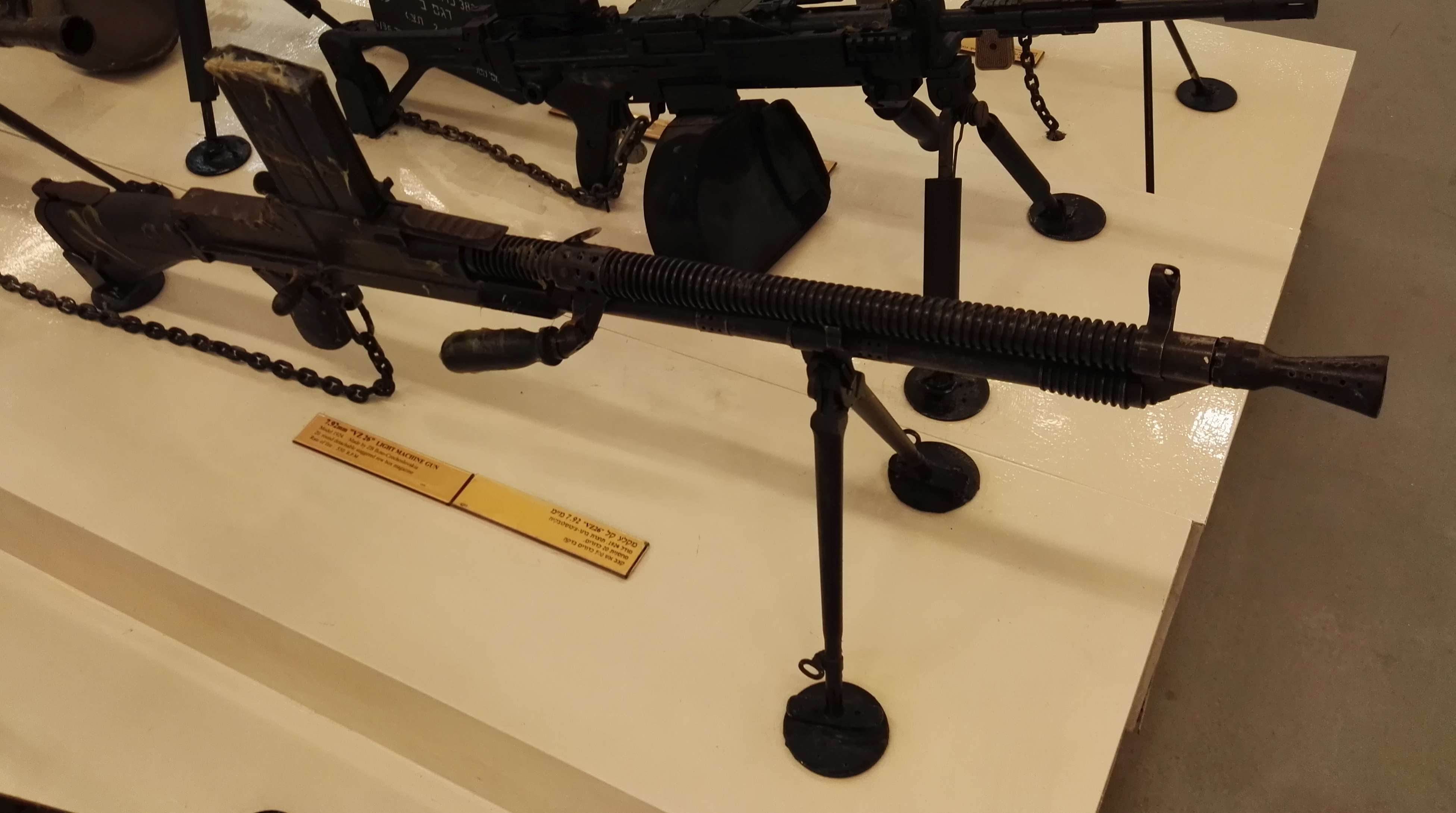
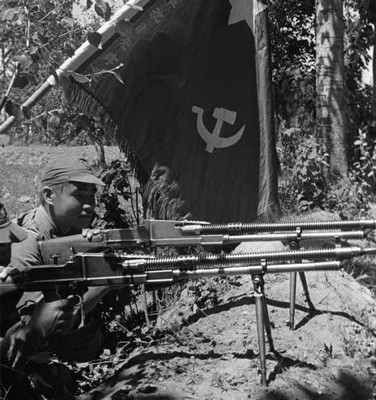
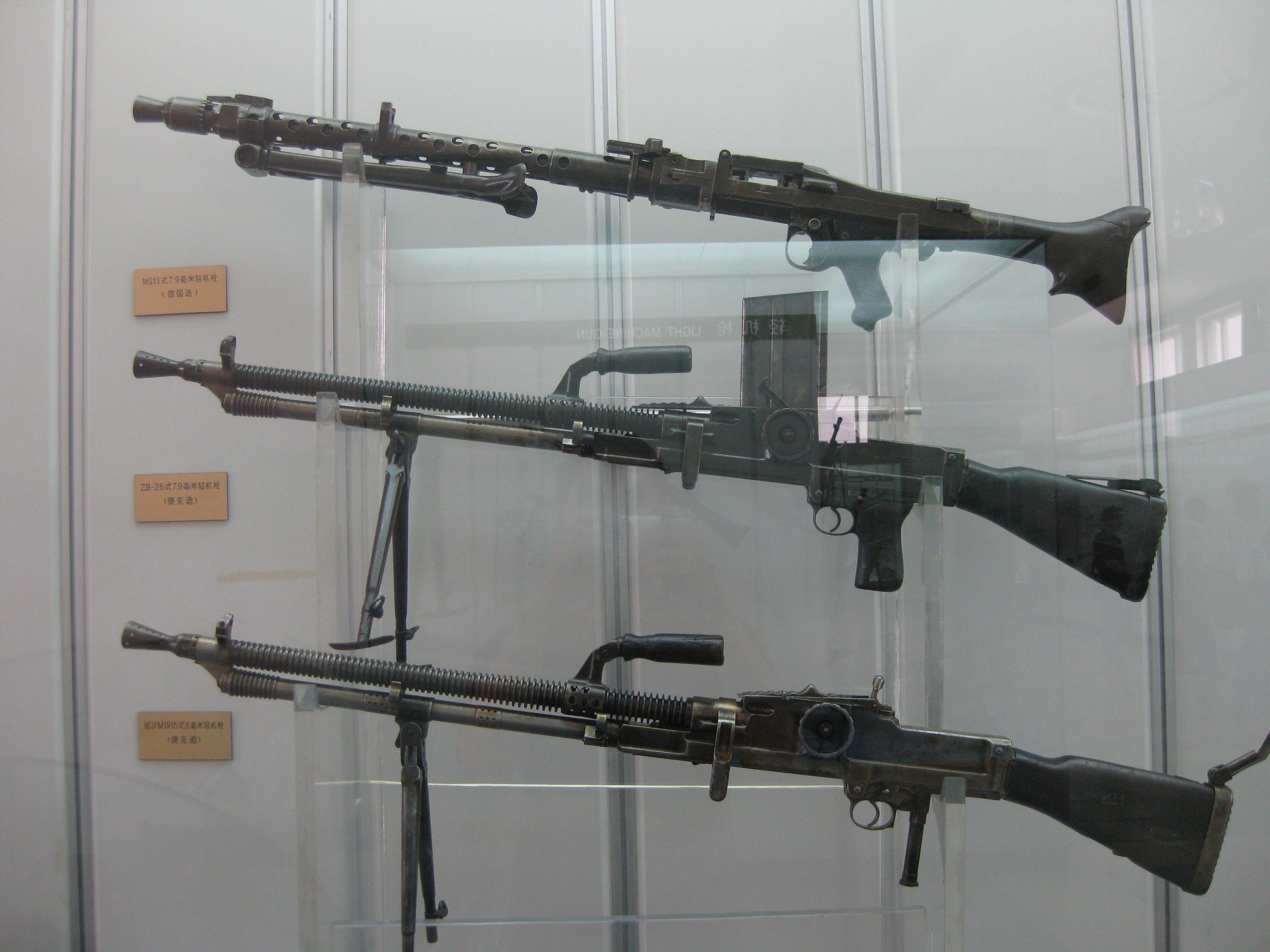
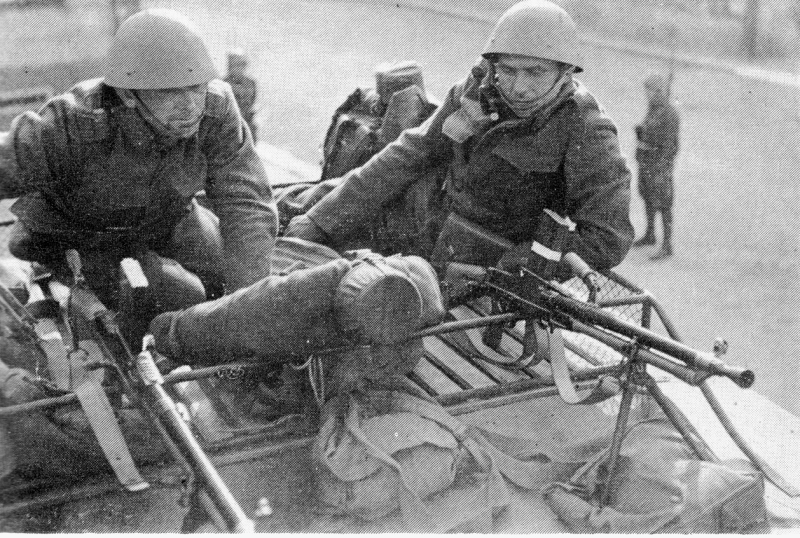
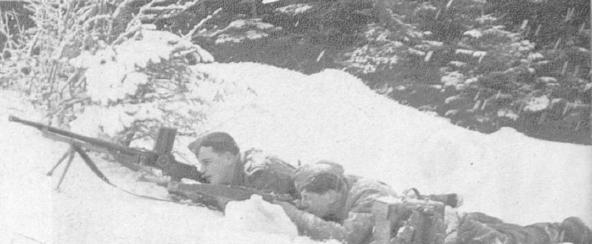
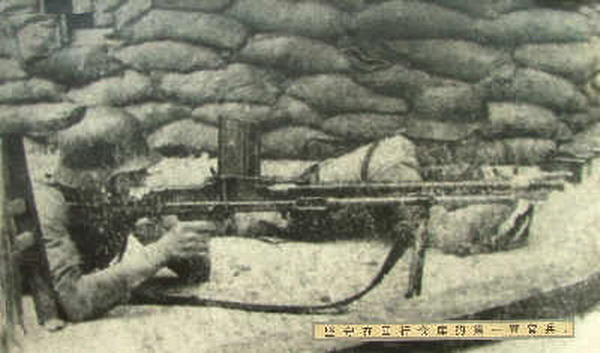
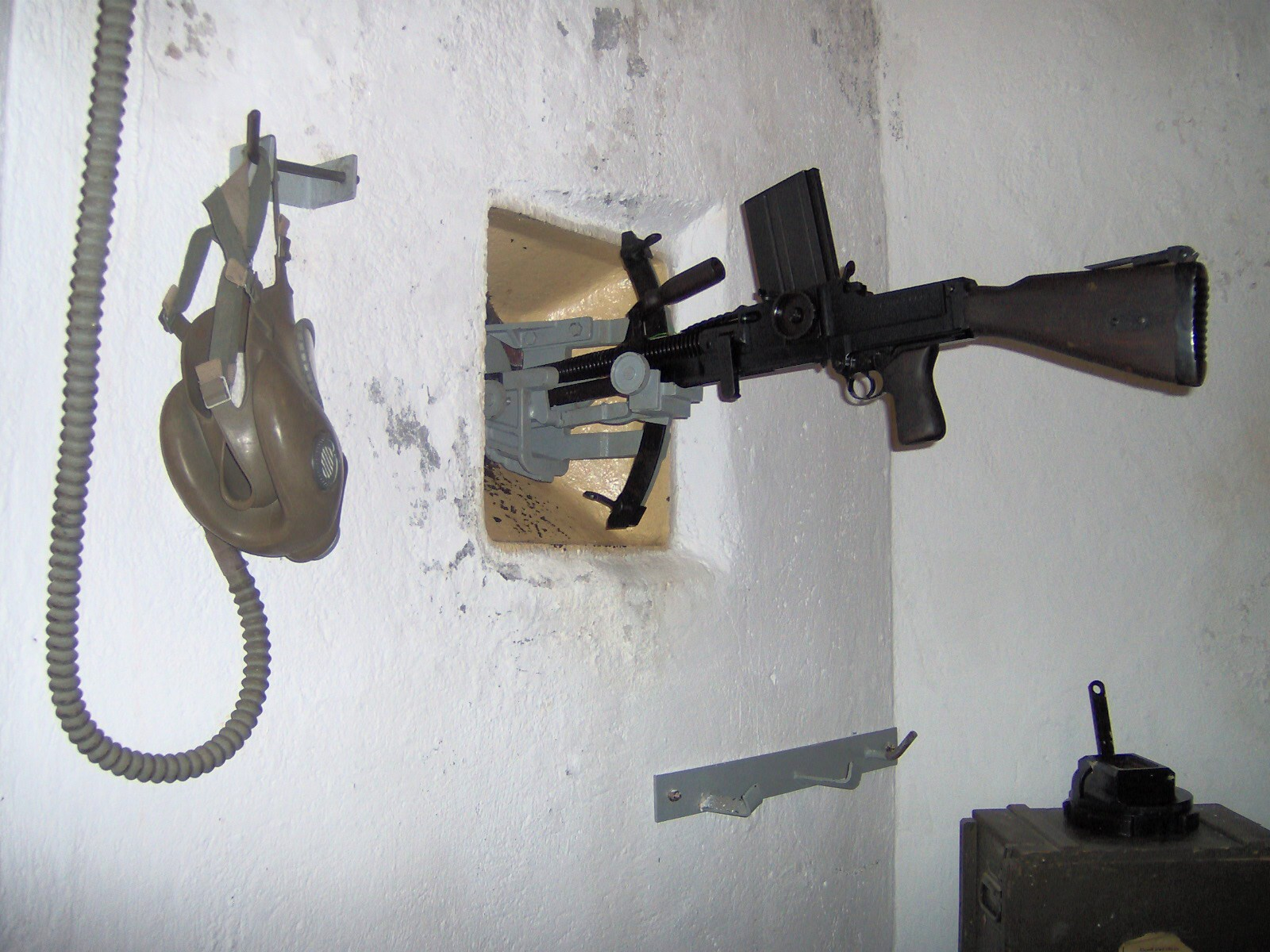
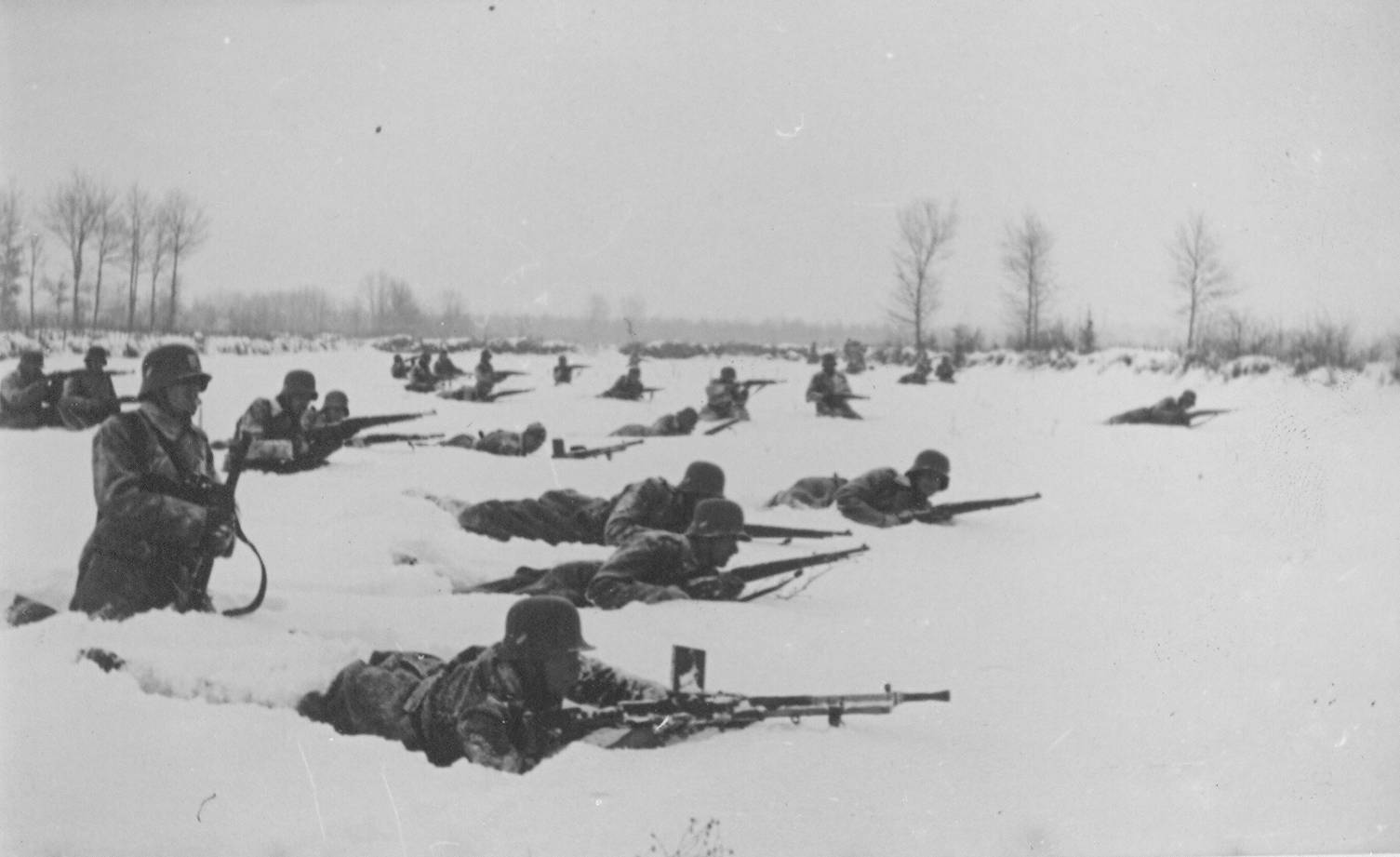
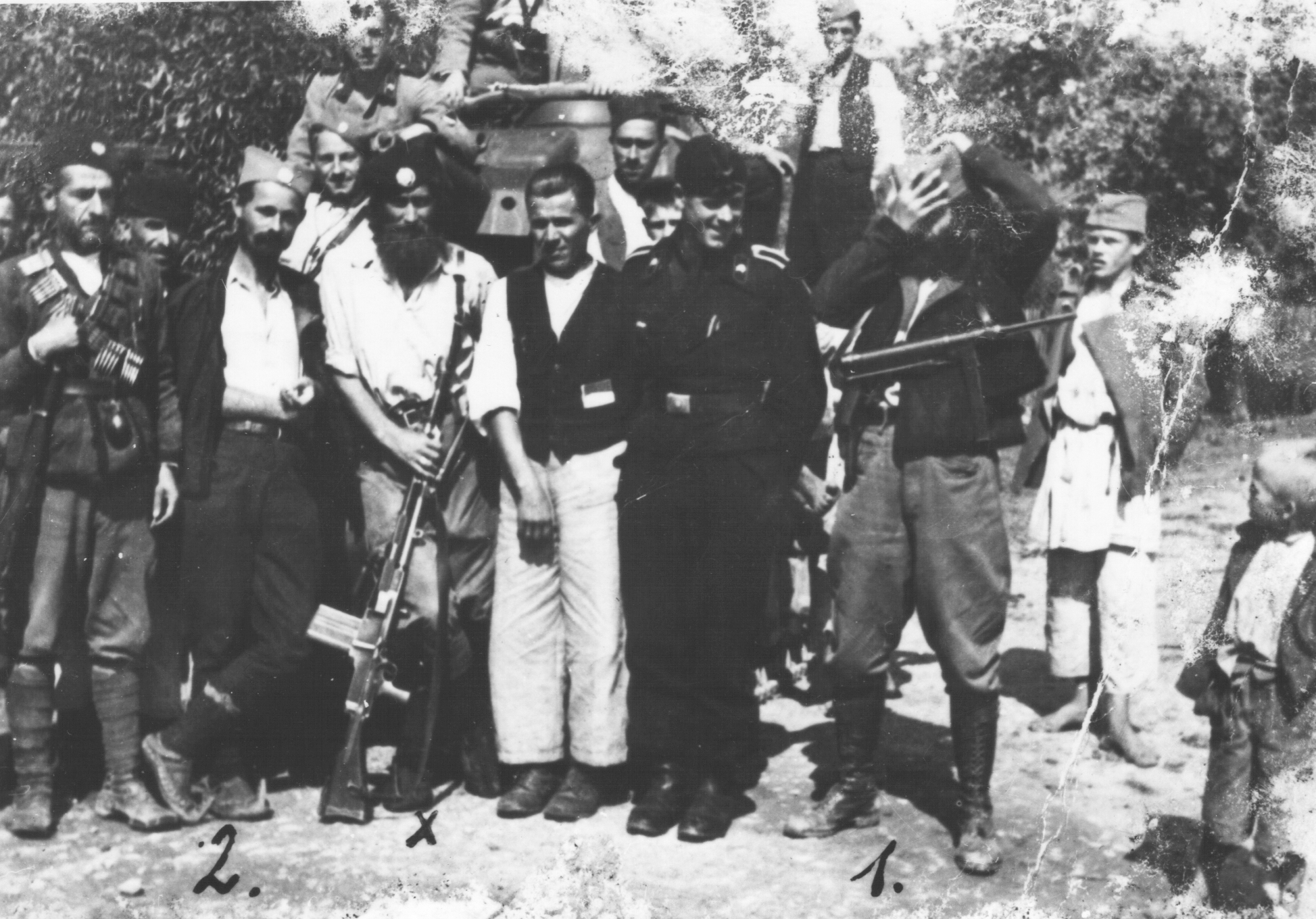